# جواو باولو بورغز كويلو
جواو باولو بورغز كويلو (بالبرتغالية: João Paulo Borges Coelho‏) هو مؤرخ وكاتب موزمبيقي، ولد في 1955 في بورتو في البرتغال.